# Az oroszlán, a boszorkány és a ruhásszekrény (film)
Az oroszlán, a boszorkány és a ruhásszekrény (eredeti cím: The Lion, the Witch & the Wardrobe) 1979-ben bemutatott amerikai televíziós rajzfilm, amely C.S. Lewis azonos című könyve alapján készült. Az animációs játékfilm rendezője Bill Melendez, producere Steven Cuitlahuac Melendez. A forgatókönyvet David D. Connell írta, a zenéjét Michael J. Lewis szerezte. A filmet Bill Melendez Productions és a Children's Television Workshop gyártásában készült.
Amerikában 1979. április 1-jén a CBS-en, Magyarországon 1995. május 1-jén az MTV1-en vetítették le a televízióban.

## Szereplők
| Szereplő                   | Eredeti hang    | Magyar hang       |
| -------------------------- | --------------- | ----------------- |
| Lucy                       | Rachel Warren   | Tunyogi Bernadett |
| Susan                      | Susan Sokol     | Dögei Éva         |
| Peter                      | Reg Williams    | Bolba Tamás       |
| Edmund                     | Simon Adams     | Simonyi Balázs    |
| Professzor                 | Dick Vosburgh   | Makay Sándor      |
| Mr. Tumnus                 | Victor Spinetti | Beregi Péter      |
| Hód papa                   | Don Parker      | Kocsis György     |
| Hód mama                   | Liz Proud       | Vándor Éva        |
| Aslan                      | Stephen Thorne  | Hollósi Frigyes   |
| Jadis, a fehér boszorkány  | Beth Porter     | Vertig Tímea      |
| Ginarrbrik, a fekete törpe | N/A             | Koroknay Géza     |
| Farkasvezér                | N/A             | Melis Gábor       |
| Róka                       | N/A             | Bardóczy Attila   |
| Farkas                     | N/A             | Hankó Attila      |
| Leopárd                    | N/A             | Hankó Attila      |
| Kentaur                    | N/A             | Imre István       |
| Faun                       | N/A             | Katona Zoltán     |